# Edwin Wnuk
Edwin Ludwik Wnuk (ur. 4 stycznia 1948) – polski astronom, profesor nauk fizycznych, specjalista w dziedzinie mechaniki nieba.

## Życiorys
Naukowo pracuje jako profesor zwyczajny w Obserwatorium Astronomicznym w Poznaniu (Wydział Fizyki UAM), którego dyrektorem był do 31 sierpnia 2016. Jest członkiem Międzynarodowej Unii Astronomicznej, Komitetu Astronomii w III wydziale PAN oraz Komitetu Badań Kosmicznych i Satelitarnych Prezydium Polskiej Akademii Nauk. W latach 2007–2011 był prezesem Polskiego Towarzystwa Astronomicznego.
Habilitował się w 1991 na toruńskim Uniwersytecie Mikołaja Kopernika na podstawie oceny dorobku naukowego i rozprawy pt. Perturbacje w ruchu sztucznych satelitów wywołane przez harmoniki tesseralne potencjału grawitacyjnego Ziemi wysokich rzędów i stopni. Tytuł naukowy profesora nauk fizycznych został mu nadany w 2002 roku.
Swoje prace publikował m.in. w „Celestial Mechanics and Dynamical Astronomy”, „Astronomy and Astrophysics” oraz „Advances in Space Research”. Autor tomu Planeta Ziemia (Wielka encyklopedia geografii świata, Poznań, wyd. Kurpisz 1995, ISBN 83-86600-38-1).